# 하남둔고성
하남둔고성(河南屯古城)은 지린성 옌볜 조선족 자치주 허룽시 팔가자진 하남촌에 위치하며, 허래성, 팔가자토성으로도 불린다. 성 북쪽으로는 하이란강에 접하고, 남쪽은 산지로 되어있다. 동서로 긴 장방형 평면으로 외성과 내성으로 구성되어 있는데, 북벽은 강물로 인해 유실되어 ㄷ 자 모양으로 남아있다. 서벽은 360m, 남벽은 잔존 길이 840m 정도만 확인되는데, 전체 둘레는 2.5km 정도로 추정된다. 성벽은 흙으로 판축하여 쌓았는데, 기단부의 너비는 8~10m이고, 잔존 높이는 0.5~1m 정도 된다. 성 안에는 도로와 방의 구획이 남아있고, 중앙의 남쪽 부분에 동서 140m, 남북 120m 규모의 방형에 가까운 내성 자리가 있으며, 가운데 부분에는 건물지들이 남아있다.
성 안에서는 화문전, 지두문 암키와, 와당, 문자 기와를 비롯하여 불상, 청동 방울, 쇠솥 등 많은 유물들이 출토되었다. 1971년 내성 안에서 발해 시대의 부부 무덤이 발견되어 다량의 순금제 장식물들이 출토되었는데, 이로 미루어 이 성은 발해 시대에 이미 폐기되었던 것으로 추정하고 있다.
1981년 옌볜 조선족 자치주 중점문물단위로 지정되었으며, 북서쪽 4km 지점에는 중경 현덕부 자리인 서고성이 위치하고 있다.